# Carême (film)
Pour les articles homonymes, voir Quaresma et Carême (homonymie).
Pour plus de détails, voir Fiche technique et Distribution.
Carême (Quaresma) est un film dramatique portugais écrit et réalisé par José Álvaro Morais et sorti en 2003. 
Le film, la dernière œuvre du cinéaste, montre, comme dans ses précédentes œuvres, l'intérêt pour le portrait de personnes qui acceptent et rejettent contradictoirement leur terre natale.
Il a été présenté en première au Cinema King, à Lisbonne, le 21 août 2003. 

## Synopsis
Avant d'aller travailler au Danemark, David, ingénieur spécialisé dans l'énergie éolienne, s'installe à Covilhã, son pays natal, où il a des proches qu'il n'a pas vus depuis longtemps, car son grand-père est décédé. Marié, père d'une fille, il devra bientôt partir avec sa femme et sa fille. Pendant ce temps, il fait la connaissance d'Ana, mariée à un cousin, une femme intrigante par laquelle il se laisse séduire et qui lui dit : « Si tu m'aimes, tu dois me deviner ! ». La relation ardente perdure dans les paysages froids du Danemark.

## Fiche technique
- Titre original : Quaresma
- Titre français : Carême
- Réalisation : José Álvaro Morais
- Scénario : Jeanne Waltz, José Álvaro Morais
- Photographie : Acácio de Almeida
- Montage : Christine Maffre
- Musique : Bernardo Sassetti
- Pays d'origine : Portugal
- Langue originale : portugais
- Format : 35 mm, couleur, Dolby numérique
- Genre : dramatique
- Durée : 95 minutes
- Dates de sortie :
  - France : 18 mai 2003, Festival de Cannes

## Distribution
- Beatriz Batarda : Ana
- Filipe Cary : David
- Rita Durão : Lúcia
- Ricardo Aibéo : Gui
- Laura Soveral : Maria Carvalho
- Paula Guedes : Maria Ester
- Teresa Madruga : Julieta
- Fernando Heitor : Tio Vasc
- Rita Loureiro : Maria Antónia
- Nuno Lopes : Filomeno
- Cândido Ferreira : Senhor Fazenda
- Pietro Romani : Pi
- Fernando Sena : Mayor
- David Almeida : Pipa
- João Baptista : soldat
- Maria Vaz da Silva : Filipa
- Tage Larsen : voisin
- Pedro Carriço : Tó Serra (voix)
- Pedro Pulido Valente :

## Production
Le film a été tourné au printemps 2002 à Castelo Novo et au Danemark.

## Festivals
- Festival de Cannes (Quinzaine des Réalisateurs), 2003